# Costa Crociere

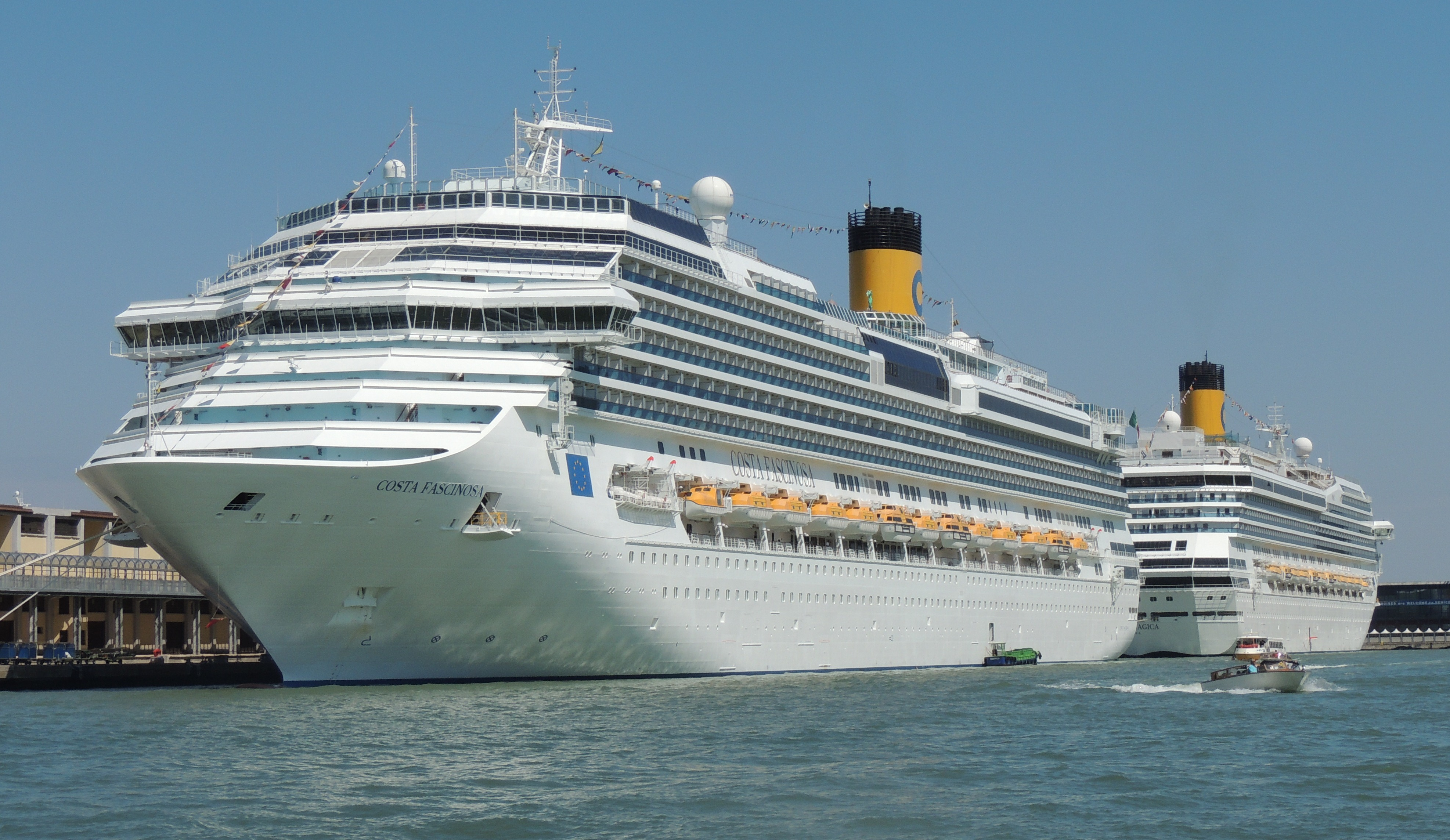
Costa Fascinosa i Costa Magica

Costa Crociere – włoskie przedsiębiorstwo żeglugowe, założone w 1854 roku w mieście Genua. Costa Crociere jest największą włoską firmą turystyczną oraz pierwszym, europejskim armatorem wycieczkowym.
Costa Crociere należy do brytyjsko-amerykańsko-panamskiego koncernu Carnival Corporation & plc.

## Historia
Costa Crociere została założona w 1854 roku pod nazwą jego założyciela, "Giacomo Costa fu Andrea", firma zajmowała się handlem tkaninami i oliwą z oliwek pomiędzy Genuą i Sardynią. Pod koniec XIX wieku, stworzono flotę do przewozu towarów do Australii, gdzie stały przypływ włoskich imigrantów stworzył popyt na włoską żywność.
Costa Crociere zaczęła się więc specjalizować w zakupie oliwy z oliwek w krajach śródziemnomorskich i jej eksporcie.
Na początku II wojny światowej flota Costa Crociere liczyła 8 jednostek o tonażu 27 534 BRT. Pod koniec wojny Costa Crociere podjęła działalność stoczniową oraz dokonała zakupu kolejnych statków.
Zniszczenia floty, rosnący popyt na ruch pasażerski, kryzys gospodarczy oraz transoceaniczna emigracja Włochów wzbudziły zainteresowanie pozostałych członków rodziny Costa. Czynniki te stały się siłą napędową rozwoju transportu pasażerskiego na trasach transatlantyckich.
W 1997 roku firma została wykupiona przez koncerny Carnival Corporation & plc (50%) oraz Airtours (50%). Pod koniec września 2000 roku Carnival nabył akcje Airtours, stając się jedynym udziałowcem Costa Crociere.

## Flota
Flota składa się z 16 statków w eksploatacji:
| Statek             | Inauguracja | Zdjęcie | Budowa    | Pojemność brutto | Pasażerowie |
| ------------------ | ----------- | ------- | --------- | ---------------- | ----------- |
| Costa neoClassica  | 1991        |         | Włochy    | 52 900           | 1680        |
| Costa neoRomantica | 1993        |         | Włochy    | 56 700           | 1680        |
| Costa Victoria     | 1996        |         | Niemcy    | 75 200           | 2394        |
| Costa neoRiviera   | 1999        |         | Francja   | 48 200           | 1727        |
| Costa Atlantica    | 2000        |         | Finlandia | 85 700           | 2.680       |
| Costa Mediterranea | 2003        |         | Finlandia | 85 700           | 2680        |
| Costa Fortuna      | 2003        |         | Włochy    | 102 600          | 3470        |
| Costa Magica       | 2004        |         | Włochy    | 102 600          | 3470        |
| Costa Serena       | 2007        |         | Włochy    | 114 500          | 3780        |
| Costa Luminosa     | 2009        |         | Włochy    | 92 600           | 2826        |
| Costa Pacifica     | 2009        |         | Włochy    | 114 400          | 3780        |
| Costa Deliziosa    | 2010        |         | Włochy    | 92 600           | 2826        |
| Costa Favolosa     | 2011        |         | Włochy    | 114 500          | 3800        |
| Costa Fascinosa    | 2012        |         | Włochy    | 113 300          | 3780        |
| Costa Diadema      | 2014        |         | Włochy    | 133 000          | 4947        |
| Costa Smeralda     | 2019        |         | Włochy    | 183 900          | 6554        |